# Jan Tore Sanner
Jan Tore Sanner (ur. 6 maja 1965 w Bærum) – norweski polityk i ekonomista, poseł do Stortingu, wiceprzewodniczący Partii Konserwatywnej, w rządzie Erny Solberg minister ds. samorządu terytorialnego (2013–2018), minister edukacji (2018–2020) oraz minister finansów (2020–2021).

## Życiorys
Studiował zarządzanie marketingowe w szkole biznesowej Handelshøyskolen BI w Oslo. Podczas studiów pracował w handlu i usługach. Zaangażował się w działalność polityczną w ramach konserwatystów. Od 1983 był zastępcą członka rady miejskiej swojej rodzinnej miejscowości, a w 1989 zastępcą posła do Stortingu. Obowiązki deputowanego wykonywał w latach 1989–1990, zastępując w parlamencie minister Kaci Kullmann Five. Pełnił różne funkcje w strukturze partyjnej młodzieżówki Unge Høyre, był m.in. wiceprzewodniczącym (1988–1990) i przewodniczącym (1990–1994) tej organizacji. W latach 1999–2001 kierował Atlantic Association of Young Political Leaders.
W 1993 po raz pierwszy został wybrany na deputowanego do norweskiego parlamentu. Podczas swojej pierwszej kadencji był członkiem komisji edukacji, badań naukowych i spraw kościelnych. Znalazł się wówczas także w delegacji norweskiej do Unii Międzyparlamentarnej. W 1994 został członkiem Norweskiego Komitetu Helsińskiego. W wyborach w 1997, 2001, 2005, 2009, 2013, 2017 i 2021 z powodzeniem ubiegał się o poselską reelekcję. W kolejnych kadencjach Stortingu był m.in. wiceprzewodniczącym komisji energii i środowiska (1997–2001) oraz komisji finansów i spraw gospodarczych (2005–2013). W latach 2001–2005 pełnił funkcję przewodniczącego norweskiej delegacji do Zgromadzenia Parlamentarnego NATO. W 2004 objął funkcję drugiego wiceprzewodniczącego Partii Konserwatywnej, a w 2008 został pierwszym wiceprzewodniczącym swojego ugrupowania. Zajmował również stanowisko wiceprzewodniczącego jego frakcji poselskiej.
W październiku 2013 został powołany na ministra ds. samorządu terytorialnego i rozwoju regionalnego w nowo utworzonym rządzie Erny Solberg. Od stycznia 2014 po reorganizacji resortu pełnił funkcję ministra ds. samorządu terytorialnego i modernizacji. W styczniu 2018 przeszedł na stanowisko ministra edukacji, a w styczniu 2020 został mianowany ministrem finansów. W rządzie od stycznia 2018 odpowiadał również za sprawy współpracy nordyckiej. Zakończył urzędowanie z całym gabinetem w październiku 2021.

## Życie prywatne
Żonaty, ma dwoje dzieci.

## Odznaczenia
- Medal jubileuszowy Haralda V 1991–2016 (2016)[5]